# Battaglia di New Orleans (1862)
La battaglia di New Orleans fu una battaglia prevalentemente navale combattuta nel 1862 durante la guerra di secessione americana. Essa comportò la conquista della città, che era un grande porto marittimo e fluviale da parte degli unionisti e sede di una importante acciaieria, con la conseguente cattura del corso sud del fiume Mississippi, importantissimo per la confederazione.

## Antefatto e comandanti
L'azione che le forze armate degli Stati Uniti avevano iniziato praticamente sin dalle prime settimane di guerra per la conquista del corso del fiume Mississippi aveva costituito la pietra angolare nel piano strategico del generale Winfield Scott.
Già nel maggio del 1861 egli aveva previsto l'esigenza di operare lungo l'immenso fiume mediante un'azione a tenaglia: e mentre un poderoso corpo di spedizione, appoggiato da una flottiglia di cannoniere, sarebbe disceso dal nord, un'altra colonna dal Golfo del Messico avrebbe dovuto conquistare i forti che coprivano la città di New Orleans.
A Washington il vice Ministro della Marina Gustavus Fox cominciò a pensare seriamente al forzamento del fiume. Egli personalmente era esperto della navigazione sul Mississippi; sapeva che le rive del delta erano basse, e quindi non consentivano alle artiglierie costiere di battere efficacemente le navi; e che la corrente del fiume era poderosa da rendere difficile la costruzione di sbarramenti stabili.
Il Segretario della Marina, Gideon Welles, fu pronto ad accogliere la proposta. Ma parecchi altri vi avevano posto il pensiero nello stesso tempo. Uno di questi era il comandante David Dixon Porter. Per piegare la resistenza dei forti, Porter proponeva di usare una flottiglia di leggeri battelli a vela, muniti ciascuno di un enorme mortaio da 13 pollici, i quali sotto la protezione della flotta, avrebbero diretto sulle fortificazioni sudiste un fuoco demolitore.
Il comando di questa spedizione fu dato al capitano David G. Farragut. Quando egli in un colloquio con Porter e i più alti funzionari militari si disse favorevole all'azione, l'industria del nord fu mobilitata.

## Forze in campo
Nel gennaio del 1862 la flottiglia di 21 battelli, su ognuno dei quali era posto un mortaio da 13 pollici (330,6 mm) capace di lanciare granate da un quintale e solidamente piazzato su speciali basamenti in ferro, era armata.
Il 20 gennaio tutto era pronto, al comando di Farragut c'era una flotta di 24 navi da guerra (di cui la USS Hartford come ammiraglia) 4 navi carboniere e 21 battelli mortaio. Ora occorreva disporre le forze terrestri che dovevano accompagnare la spedizione navale. La Marina sin dal novembre 1861 aveva occupato l'isoletta semideserta di Ship Island, nel Golfo del Messico e l'esercito aveva mandato là un corpo di 18 000 uomini al comando del generale Butler.
Il comandante Farragut, a bordo dell’Hartford, arrivò al largo di Ship Island il 20 febbraio 1862. Sin dal momento della secessione le autorità della Louisiana e quelle Confederate si erano rese conto dell'importanza che la difesa di New Orleans poteva avere per il sud; tuttavia l'effettiva organizzazione di tale difesa era proceduta assai a rilento. Nel mese di ottobre del 1861 New Orleans appariva protetta da due linee: una esterna, che poggiava sui forti Jackson e St. Philip, la cui guarnigione disponeva di 1100 uomini; ed una seconda, interna vicina alla città, formata da solidissimi trinceramenti che disponevano di 3000 uomini. In totale sulle due linee c'erano 18 forti muniti di circa 300 cannoni. Circa 800 metri a valle dei forti Jackson e St. Philip i confederati avevano costruito un grosso sbarramento formato da tronchi di cipresso legati a catene ancorate al fondo del fiume. Nel febbraio del 1862 il legname vagante, trascinato dalla corrente dell'immenso fiume, aveva aperto una breccia della larghezza di 200 metri. Tale vuoto era stato colmato dagli scafi di otto grossi velieri che con i loro alberi e cordami impedivano alle navi a vapore a elica di passarci.

## La battaglia
Il 5 marzo il comandante poté ordinare di far passare le grandi navi oltre la barriera e far loro imboccare il delta del Mississippi. Non fu un lavoro facile e decine di volte le navi si arenarono. Infine, il 7 aprile tutta la squadra era riunita alla Testa dei Passi, un punto dove comincia la diramazione del delta del fiume. Il mattino del 18 aprile 1862 alle 10 i battelli-mortaio aprirono il fuoco. I forti risposero con le loro potenti artiglierie cercando di colpire i battelli. Il bombardamento continuò per l'intera giornata; la sera le caserme e i magazzini dentro Forte Jackson ardevano come torce.
Il 19 aprile il comandante Porter cominciò a fare uso di granate a scoppio ritardato. Malgrado la tempesta di fuoco che si rovesciava su di loro, gli artiglieri sudisti erano però ancora abbastanza al riparo nelle profonde casematte di Fort Jackson e pronti ad agire. Per tutta la giornata del 20 aprile l'infernale bombardamento continuò; così pure il 21, 22 e 23. Già 16 800 granate, cioè circa 2000 tonnellate di proiettili erano state tirate sui forti. Nelle casematte di Fort Jackson vi erano dei palmi d'acqua in seguito alla rottura degli argini del fiume provocata in molti punti dagli scoppi. Ciò nonostante la battaglia dovette essere risolta non con il bombardamento continuo. Sin dal principio il comandante Farragut non aveva riposto troppa fiducia nei mortai.
Egli conosceva la possibilità di resistenza quasi illimitata che forti al fuoco sia navale che terrestre. Pertanto si decise di forzare il passaggio del Mississippi ancor prima che i forti fossero ridotti al silenzio. Farragut affidò il difficile compito al capitano Bell con una divisione di cannoniere. I suoi marinai la notte del 20 aprile piazzarono una mina nello sbarramento di tronchi di cipresso sotto il fuoco dei cannoni sudisti. Essa non esplose, ma i marinai, dato che i sudisti cessarono il fuoco pensando ad un falso allarme, riuscirono lo stesso a spezzare alcune catene e a creare una breccia capace di lasciar passare tranquillamente una nave. Ci fu una riunione a bordo dell’Hartford per decidere il da farsi e si fissò come ora zero le 2 di notte del 24 aprile. Dentro i forti, presso i cannoni, i confederati vegliavano. Ora, poco dopo le 3 di notte, ai loro occhi cominciarono ad apparire i nemici. I cannoni dei forti aprirono il fuoco, repentinamente partirono le navi di difesa del fiume confederate che comprendevano il temuto ariete Manassas e navi incendiarie trainate da rimorchiatori.
La lotta assunse dimensioni spaventose: più di 400 cannoni si sparavano contro. Adesso l’Hartford, che era intrepidamente avanzata, si trovò di fronte una nave incendiaria, che riuscì ad evitare andando però ad arenarsi sotto i cannoni di Fort St. Philip che le scagliarono addosso una miriade di granate che penetravano nello scafo ed esplodevano sui ponti. L’Hartford fu pronto a rispondere, cannoneggiando i bastioni del forte; ma in quel momento l'enorme zattera incendiaria le arrivò addosso e di colpo la nave prese fuoco. Il piccolo rimorchiatore Mosher, che aveva trainato la zattera fu colato a picco dall’Hartford.
L'ariete Manassas si diresse contro il piroscafo Mississippi e lo speronò aprendogli un varco nello scafo. Il Mississippi resse comunque all'urto e rimase a galla. Successivamente il Manassas investì la corvetta Brooklyn, che virando di bordo tirò delle bordate e riuscì a subire danni lievi. Altre due unità confederate la Mc Rae e la Governor Moore si stavano battendo coraggiosamente: la Mc Rae dopo scontri con quattro vascelli dell'unione, con un principio di fuoco a bordo, il capitano ferito e il timone fracassato si arenò sotto i forti. La Governor Moore, dopo essersi battuta contro numerose grossi navi nemiche, si diresse contro la cannoniera d'alto mare Varuna impegnando con essa un duello. I cannoni della Varuna provocarono numerose vittime nell'unità confederata, che però riuscì a piazzare una granata nello scafo della Varuna provocando 12 vittime tra morti e feriti.
La cannoniera Stonewall Jackson andò in aiuto alla Governor Moore e affondò la Varuna mediante speronamento.
Successivamente corsero incontro alla Governor Moore numerose navi dell'Unione che l'affondarono; intanto la Stonewall Jackson per non arrendersi venne incendiata dai suoi stessi marinai. I marinai dell'Hartford erano riusciti a spegnere l'incendio e a far saltare in aria la zattera infuocata ed ora il  Manassas si avvicinava all'ammiraglia senza però il suo equipaggio, alla deriva e con un incendio a bordo. Poco tempo dopo il Manassas esplose e sparì nel fiume.

## Conclusione
All'alba del 25 aprile la battaglia era finita ed era costata alla flotta degli Stati Uniti una nave colata a picco (la Varuna), tutte le altre più o meno gravemente danneggiate e tra gli equipaggi 39 morti e 171 feriti.
I confederati avevano perso l'intera flottiglia fluviale eccetto la Louisiana, la Defiance e la Mc Rae, quest'ultima gravemente danneggiata. Tra gli equipaggi le perdite non si conoscono bene, ma pare siano state un centinaio di morti e altrettanti feriti. La flotta di Farragut salpò e si diresse a New Orleans, qui il generale sudista Mansfield Lovell aveva preparato le truppe per la fuga verso nord, che avvenne tramite la ferrovia.
Prima di questo si incendiarono tutte le merci e i magazzini, che potevano cadere nelle mani degli unionisti e le corazzate Louisiana e Mississippi, le più potenti dell'epoca, che vennero lasciate trascinare dalla corrente: la prima affondò, la seconda carica di 10 tonnellate di polvere nera saltò in aria vicino alle navi unioniste senza però fare danni. Intanto le truppe del generale Benjamin Butler stavano venendo trasbordate da Ship Island e attraversavano i canali paludosi verso il fiume. Infine essi arrivarono da Farragut e si appostarono ad assediare i forti, che risultarono essere circondati da tutte le parti. A questo punto i due forti Jackson e St. Philip si arresero. Il 1º maggio 1862 le truppe del generale Butler arrivarono a New Orleans.

## Conseguenze
La vittoria era stata totale. La più grande città della confederazione era caduta in mano agli unionisti; un porto di primaria importanza era stato perduto, ed era cominciata la grandiosa operazione per il forzamento del Mississippi da sud. Con New Orleans i confederati avevano inoltre perduto una cospicua attrezzatura industriale come le Fonderie Leeds, e peggio di tutto avevano perso le due corazzate più potenti del mondo CSS Mississippi e CSS Louisiana e ne stavano perdendo altre due molto potenti nei cantieri di Memphis.

## Fonti
- Raimondo Luraghi, "La caduta di New Orleans", in "Storia della guerra civile americana", parte terza "Il tramonto di un'era", 2009, editore Rizzoli, collana Bur Storia, ISBN 9788817028707